# Koszmosz–197
A Koszmosz–197 (DSZ-U2-I) (oroszul: Космос 197) a szovjet Koszmosz műhold-sorozat tagja. Technológiai műhold.

## Küldetés
Űrkutatási és katonai programot hajtott végre. A Koszmosz–163 programját folytatta. Feladata a kozmikus sugárzás vizsgálata és mikrometeor-mérések végzése. Az emberes űrkutatási program végrehajtását segítette.

## Jellemzői
Az OKB–1 tervezőirodában kifejlesztett, ellenőrzése alatt gyártott műhold. Dnyipropetrovszk (oroszul: Днепропетровск), Ukrajnában OKB–586 a Déli Gépgyár (Juzsmas) volt a központja több Koszmosz műhold összeszerelésének. Üzemeltetője a moszkvai  honvédelmi minisztérium (Министерство обороны).
1967. december 26-án a Kapusztyin Jar rakétakísérleti lőtérről a Majak–2 indítóállásából egy Koszmosz–2I  (63SZI) típusú hordozórakétával juttatták Föld körüli pályára. Az orbitális egység pályája 91,2 perces, 48,4 fokos hajlásszögű, elliptikus pálya perigeuma 213 kilométer, apogeuma 456 kilométer volt. Hasznos tömege 325 kilogramm. Alakja hengeres, átmérője 1,2 méter, hossza 1,8 méter. A sorozat felépítését, szerkezetét, alapvető fedélzeti rendszereit tekintve egységesített, szabványosított tudományos-kutató űreszköz. Áramforrása kémiai, illetve a felületét burkoló napelemek energiahasznosításának kombinációja (kémiai akkumulátorok, napelemes energiaellátás – földárnyékban puffer-akkumulátorokkal).
Feladata a kozmikus sugárzás vizsgálata és mikrometeor-mérések végzése. Az 1,5 millió elektronvoltnál (MeV) nagyobb energiájú elektronok, a 27 millió elektronvoltnál nagyobb energiájú protonok és a 0,511 millió elektronvolt energiájú gamma-sugárzás intenzitásának, az intenzitások időbeli változásának vizsgálata, valamint a Föld körüli kozmikus por regisztrálása. A gamma-sugárzást 64 csatornás amplitúdó-analizátorral kiegészített, szcintillációs gamma-spektrométerrel, a mikrometeorit-becsapódásokat piezoelektromos érzékelőkkel mérték. Az egyik jeladót a műholdon belül, annak falán, a másikat a külső tartón rögzítették.
1968. január 30-án 35 napos szolgálati idő után  belépett a légkörbe és megsemmisült.